# Golden Bagel Award
Golden Bagel Award, ou Prêmio Rosquinha de Ouro, é uma premiação anual do ténis, dada desde 2004, ao tenista masculino que conseguir o maior número de "pneus" (giria do ténis que é dita quando o jogador consegue vencer um set por 6-0) no ano.

## Sobre o Prêmio
O prêmio foi criado por Tom Suhler e Niclas Krron, em 2004, quando os dois ficaram impressionados com os dois 6/0 que Federer impôs sobre Lleyton Hewitt na final do US Open.
| “ | "O prêmio é só uma brincadeira, mas é uma estatística interessante. Tão difícil quanto ganhar um set de 6/0 contra os melhores do mundo é você conseguir isso 18 vezes, sendo quatro delas contra tenistas do Top 10. O Federer conseguiu 10 pneus este ano em Grand Slams, três deles no US Open, três em Wimbledon e quatro no Australian Open." | ” |

Para estar apto a receber o prêmio, o tenista tem que terminar o ano ranqueado entre os 8 melhores no ranking de fim de ano da Atp (year-end ATP World Tour Finals). O vencedor será aquele que conseguir o maior número de "6-0" entre 01 de Janeiro e o começo do ATP Finals. "6-0" conseguidos em partidas da Copa Davis e sets incompletos não são contabilizados. Desde 2007, o critério de desempate usado é o maior numero de "6-1" conseguidos.

### Estatísticas e Curiosidades
- O sérvio Novak Djokovic e o espanhol Rafael Nadal são os maiores vencedores deste prêmio, com 3 conquistas.
- O sérvio Novak Djokovic é o tenista que detém o maior número de conquistas consecutivas: 3 (2011-2013).
- O suíço Roger Federer detém o recorde de "pneus" no ano, com 19 conseguidos em 2006 (1 foi conseguido no ATP Finals). Destes 19 pneus, 10 foram em Grand Slams e quatro pneus aconteceram diante de tenistas Top 10.[5]
- Rafael Nadal é o tenista com mais "indicações": 9 (de 2005 a 2013)

## Vencedores
| Ano  | Vencedor (Ranking Final do Ano)(conquistas) | # "Pneus" (6-0) |
| ---- | ------------------------------------------- | --------------- |
| 2004 | Roger Federer (1)                           | 12              |
| 2005 | Rafael Nadal (2)                            | 11              |
| 2006 | Roger Federer (1)2                          | 19              |
| 2007 | David Ferrer (5)                            | 7               |
| 2008 | Rafael Nadal (1)2                           | 10              |
| 2009 | Rafael Nadal (2)3                           | 8               |
| 2010 | Robin Söderling (5)                         | 7               |
| 2011 | Novak Djokovic (1)                          | 13              |
| 2012 | Novak Djokovic (1)2                         | 9               |
| 2013 | Novak Djokovic (2)3                         | 12              |

| # | País    | # Conquistas | # Tenistas Vencedores |
| - | ------- | ------------ | --------------------- |
| 1 | Espanha | 4            | 2                     |
| 2 | Sérvia  | 3            | 1                     |
| 3 | Suíça   | 2            | 1                     |
| 4 | Suécia  | 1            | 1                     |

## "Disputas" por Ano

### 2013
| Posição | Tenista               | ”Pneus” conseguidos (6-0) | (6-1) | ”Pneus” sofridos |
| 1       | Novak Djokovic        | 12                        | 18    | 0                |
| 2       | Rafael Nadal          | 9                         | 16    | 0                |
| 3       | David Ferrer          | 7                         | 28    | 1                |
| 4       | Roger Federer         | 5                         | 11    | 0                |
| 5       | Tomáš Berdych         | 4                         | 12    | 0                |
| 6       | Richard Gasquet       | 3                         | 13    | 0                |
| 7       | Juan Martín del Potro | 2                         | 8     | 0                |
| 8       | Stanislas Wawrinka    | 0                         | 15    | 0                |
| 9       | Andy Murray           | 0                         | 12    | 0                |

### 2012
| Posição | Tenista               | ”Pneus” conseguidos (6-0) | (6-1) | ”Pneus” sofridos |
| 1       | Novak Djokovic        | 9                         | 31    | 1                |
| 2       | David Ferrer          | 9                         | 14    | 2                |
| 3       | Rafael Nadal          | 6                         | 15    | 0                |
| 4       | Andy Murray           | 5                         | 21    | 0                |
| 5       | Roger Federer         | 4                         | 13    | 0                |
| 6       | Tomáš Berdych         | 3                         | 19    | 1                |
| 7       | Juan Martín del Potro | 3                         | 14    | 1                |
| 8       | Janko Tipsarević      | 2                         | 10    | 1                |
| 9       | Jo-Wilfried Tsonga    | 1                         | 11    | 0                |

### 2011
| Posição | Tenista               | ”Pneus” conseguidos (6-0) | (6-1) | ”Pneus” sofridos |
| 1       | Novak Djokovic        | 13                        | 23    | 1                |
| 2       | Janko Tipsarević      | 10                        | 11    | 2                |
| 3       | Tomáš Berdych         | 9                         | 14    | 1                |
| 4       | Andy Murray           | 7                         | 17    | 0                |
| 5       | Rafael Nadal          | 6                         | 24    | 2                |
| 6       | David Ferrer          | 4                         | 20    | 1                |
| 7       | Juan Martín del Potro | 3                         | 12    | 0                |
| 8       | Mardy Fish            | 3                         | 11    | 0                |
| 9       | Jo-Wilfried Tsonga    | 2                         | 6     | 0                |

### 2010
| Posição | Tenista         | ”Pneus” conseguidos (6-0) | (6-1) | ”Pneus” sofridos |
| 1       | David Ferrer    | 7                         | 14    | -                |
| 2       | Robin Söderling | 7                         | 14    | -                |
| 3       | Tomáš Berdych   | 5                         | 19    | -                |
| 4       | Rafael Nadal    | 5                         | 13    | -                |
| 5       | Roger Federer   | 4                         | 13    | -                |
| 6       | Andy Murray     | 2                         | 12    | -                |
| 7       | Novak Djokovic  | 1                         | 23    | -                |
| 8       | Andy Roddick    | 0                         | 8     | -                |

### 2009
| Posição | Tenista               | ”Pneus” conseguidos (6-0) | (6-1) | ”Pneus” sofridos |
| 1       | Rafael Nadal          | 8                         | 14    | -                |
| 2       | Fernando Verdasco     | 7                         | 20    | -                |
| 3       | Novak Djokovic        | 6                         | 20    | -                |
| 4       | Robin Söderling       | 5                         | 21    | -                |
| 5       | Andy Murray           | 4                         | 17    | -                |
| 6       | Roger Federer         | 4                         | 14    | -                |
| 7       | Nikolay Davydenko     | 3                         | 12    | -                |
| 8       | Andy Roddick          | 2                         | 10    | -                |
| 9       | Juan Martín del Potro | 1                         | 12    | -                |

### 2008
| Posição | Tenista               | ”Pneus” conseguidos (6-0) | (6-1) | ”Pneus” sofridos |
| 1       | Rafael Nadal          | 10                        | 29    | -                |
| 2       | Andy Murray           | 9                         | 11    | -                |
| 3       | Novak Djokovic        | 8                         | 17    | -                |
| 4       | Roger Federer         | 6                         | 14    | -                |
| 5       | Juan Martín del Potro | 5                         | 16    | -                |
| 6       | Radek Štěpánek        | 3                         | 15    | -                |
| 7       | Nikolay Davydenko     | 3                         | 14    | -                |
| 8       | Jo-Wilfried Tsonga    | 2                         | 2     | -                |
| 9       | Gilles Simon          | 1                         | 13    | -                |
| 10      | Andy Roddick          | 1                         | 8     | -                |

### 2007
| Posição | Tenista           | ”Pneus” conseguidos (6-0) | (6-1) | ”Pneus” sofridos |
| 1       | David Ferrer      | 7                         | 18    | -                |
| 2       | Novak Djokovic    | 6                         | 21    | -                |
| 3       | Roger Federer     | 6                         | 14    | -                |
| 4       | Richard Gasquet   | 6                         | 12    | -                |
| 5       | Nikolay Davydenko | 5                         | 13    | -                |
| 6       | Rafael Nadal      | 4                         | 25    | -                |
| 7       | Andy Roddick      | 2                         | 8     | -                |
| 8       | Fernando González | 1                         | 8     | -                |

### 2006
| Posição | Tenista           | ”Pneus” conseguidos (6-0) | (6-1) | ”Pneus” sofridos |
| 1       | Roger Federer     | 18                        | -     | -                |
| 2       | Nikolay Davydenko | 13                        | -     | -                |
| 3       | David Nalbandian  | 6                         | -     | -                |
| 4       | James Blake       | 5                         | -     | -                |
| 5       | Andy Roddick      | 4                         | -     | -                |
| 6       | Rafael Nadal      | 2                         | -     | -                |
| 6       | Ivan Ljubičić     | 2                         | -     | -                |
| 8       | Tommy Robredo     | 1                         | -     | -                |

### 2005
| Posição | Tenista            | ”Pneus” conseguidos (6-0) | (6-1) | ”Pneus” sofridos |
| 1       | Rafael Nadal       | 8                         | -     | -                |
| 2       | David Nalbandian   | 7                         | -     | -                |
| 3       | Gastón Gaudio      | 6                         | -     | -                |
| 4       | James Blake        | 5                         | -     | -                |
| 5       | Nikolay Davydenko  | 5                         | -     | -                |
| 6       | Andre Agassi       | 4                         | -     | -                |
| 7       | Ivan Ljubičić      | 3                         | -     | -                |
| 7       | Lleyton Hewitt     | 3                         | -     | -                |
| 9       | Mariano Puerta     | 2                         | -     | -                |
| 9       | Andy Roddick       | 2                         | -     | -                |
| 11      | Roger Federer      | 1                         | -     | -                |
| 11      | Fernando González1 | 1                         | -     | -                |

### 2004
| Posição | Tenista         | ”Pneus” conseguidos (6-0) | (6-1) | ”Pneus” sofridos |
| 1       | Roger Federer   | 12                        | -     | -                |
| 2       | Guillermo Coria | 7                         | -     | -                |
| 3       | Gastón Gaudio   | 4                         | -     | -                |
| 3       | Tim Henman      | 4                         | -     | -                |
| 5       | Lleyton Hewitt  | 3                         | -     | -                |
| 5       | Andy Roddick    | 3                         | -     | -                |
| 5       | Carlos Moyà     | 3                         | -     | -                |
| 5       | Marat Safin     | 3                         | -     | -                |

## Ver Também
- Golden Set